# Бєлоусов Володимир Сергійович
Володимир Сергійович Бєлоусов (рос. Владимир Сергеевич Белоусов; нар. 11 липня 1947, Москва, СРСР) — радянський російський футболіст та тренер, виступав на позиції захисника. Майстер спорту СРСР (1973).

## Клубна кар'єра
Займатися футболом розпочав у Москві. Потім виступав у змаганнях КФК за московський «Метробуд» та загорський «Темп». З 1970 по 1971 рік грав за «Таврію», в 55 матчах відзначився 1 голом. З 1971 по 1973 рік захищав кольори донецького «Шахтаря», провів 67 матчів, у 1972 році разом з «гірниками» срібним призером Першої ліги. Окрім цього, взяв участь у 4 поєдинках Кубку СРСР.
З 1974 по 1977 рік виступав за московське «Торпедо», зіграв 68 матчів, а восени 1976 року разом з «торпедівцями» став чемпіоном СРСР. Окрім цього, провів 6 поєдиків у Кубку УЄФА. У сезоні 1977 року зіграв 42 матчі за «Кубань».

## Кар'єра тренера
По завершенні кар'єри гравця працював тренером, у 1980 році помічник, а з 1981 по 1982 рік очолював «Кубань». У 1992 році керував клубом ТРАСКО, а в 1994 році — «Асмаралом». З 1995 по 1996 працював асистентом у клубі «Торпедо-Лужники», а з 1999 по 2000 рік входив до тренерського штабу «Торпедо-ЗІЛ», з лютого 2016 року — у тренерському штабі «Торпедо» (Москва).

## По завершенні кар'єри
Виступає на аматорському рівні в різних ветеранських турнірах.

## Досягнення
- Вища ліга СРСР
  -  Чемпіон (1): 1976 (осінь)

- Перша ліга СРСР
  -  Срібний призер (1): 1972 (вихід у Вищу лігу)